# بروك بارينغتون
بروك بارينغتون (بالإنجليزية: Brook Barrington)‏ هو دبلوماسي نيوزيلندي، ولد في 1965.